# Braunlage
Braunlage település Németországban, azon belül Alsó-Szászország tartományban. Lakosainak száma 5495 fő (2023. december 31.). Braunlage Zorge községgel határos.

## Népesség
A település népességének változása:
| Lakosok száma | 5985 | 6049 | 5941 | 5854 | 5658 | 5585 | 5495 |
|               | 2014 | 2016 | 2017 | 2019 | 2021 | 2022 | 2023 |